# Илизи (покрајина)
Илизи (арап. ولاية اليزي‎), једна је од 48 покрајина у Народној Демократској Републици Алжир. Покрајина се налази у југоисточном делу земље у појасу пустиње Сахаре.
Покрајина Илизи покрива укупну површину од 285.000 km² и има 52.333 становника (подаци из 2008. године). Највећи град и административни центар покрајине је град Илизи.